# Número primo de Wagstaff
Um número primo de Wagstaff é um número primo p da forma
{\displaystyle p={{2^{q}+1} \over 3}}
onde q é outro número primo. Os números primos de Wagstaff são assim designados em homenagem ao matemático Samuel S. Wagstaff Jr., e o site Prime Pages indica que François Morain os designou assim num discurso na conferencia Eurocrypt 1990. Estão relacionados com a nova conjetura de Mersenne e têm aplicações no campo da criptologia.

## Os rimeiros números primos de Wagstaff
Os três primeiros números primos de Wagstaff são 3, 11 e 43 porque
{\displaystyle 3={{2^{3}+1} \over 3},}
{\displaystyle 11={{2^{5}+1} \over 3},}
{\displaystyle 43={{2^{7}+1} \over 3}.}
Os primeiros números primos de Wagstaff (sequência A000979 na OEIS) são:
3, 11, 43, 683, 2731, 43691, 174763, 2796203, 715827883, 2932031007403.

## Os exponentesq
Os primeiros exponetes q que produzem números primos de Wagstaff ou provavelmente primos (sequência A000978 na OEIS) são:
3, 5, 7, 11, 13, 17, 19, 23, 29, 31, 43, 61, 79, 101, 127, 167, 191, 199, 313, 347, 701, 1709, 2617, 3539, 5807, 10501, 10691, 11279, 12391, 14479, 42737, 83339, 95369, 117239, 127031, 138937, 141079, 267017, 269987, 374321, 986191.
Já foi demonstrada a primalidade destes números com q menor ou igual que 42737. Os de exponente maior são "provavelmente primos", e o maior de todos os que se conhecem na atualidade, {\displaystyle {\frac {2^{986191}+1}{3}}}, foi descoberto por Vincent Diepeveen em junho de 2008.

## Generalizações
É natural considerar mais números genéricos da forma
{\displaystyle Q(b,n)={\frac {b^{n}+1}{b+1}}}
onde a base {\displaystyle b\geq 2}. Como para {\displaystyle n} ímpar se tem
{\displaystyle {\frac {b^{n}+1}{b+1}}={\frac {(-b)^{n}-1}{(-b)-1}}=R_{n}(-b)}
estes números são chamados "números de Wagstaff de base {\displaystyle b}", e por vezes considerados como um caso de números repunit com base negativa {\displaystyle -b}.